# Eleccions regionals de Trentino-Tirol del Sud de 1960
Les eleccions regionals de Trentino-Tirol del Sud de 1960 per a escollir el primer Consell Regional del Trentino-Tirol del Sud se celebraren el 6 de novembre de 1960. La participació fou del 90,7%.

## Resultats

### Total regional
| Partits                             | vots    | %      | Escons |
| ----------------------------------- | ------- | ------ | ------ |
| Democràcia Cristiana Italiana       | 180.940 | 40,96  | 20     |
| Südtiroler Volkspartei              | 132.351 | 29,96  | 15     |
| Partit Socialista Italià            | 41.914  | 9,49   | 4      |
| Partit Socialista Democràtic Italià | 23.955  | 5,42   | 3      |
| Moviment Social Italià              | 20.969  | 4,75   | 2      |
| Partit Comunista Italià             | 19.383  | 4,39   | 2      |
| Partit Liberal Italià – PDI         | 11.168  | 2,53   | 1      |
| Partit Popular Trentino Tirolès     | 9.008   | 2,04   | 1      |
| Partit Republicà Italià             | 2.099   | 0,47   | -      |
| Totale                              | 441.787 | 100,00 | 48     |

Font: Regió Trentino-Alto Adige

### Província deTrento
| Partits                             | vots    | %      | Escons |
| ----------------------------------- | ------- | ------ | ------ |
| Democràcia Cristiana Italiana       | 150.663 | 64,24  | 17     |
| Partit Socialista Italià            | 29.697  | 12,66  | 3      |
| Partit Socialista Democràtic Italià | 16.411  | 7,00   | 2      |
| Partit Comunista Italià             | 12.869  | 5,49   | 1      |
| Partit Liberal Italià               | 8.329   | 3,55   | 1      |
| Partit Popular Trentino Tirolès     | 9.008   | 3,84   | 1      |
| Moviment Social Italià              | 6.282   | 2,68   | 1      |
| Partit Republicà Italià             | 1.282   | 0,54   | -      |
| Total                               | 234.541 | 100,00 | 26     |

Font: Regió Trentino-Alto Adige

### Província de Bolzano
| Partits                             | vots    | %      | Escons |
| ----------------------------------- | ------- | ------ | ------ |
| Südtiroler Volkspartei              | 132.351 | 63,86  | 15     |
| Democràcia Cristiana Italiana       | 30.277  | 14,61  | 3      |
| Moviment Social Italià              | 14.687  | 7,09   | 1      |
| Partit Socialista Italià            | 12.217  | 5,90   | 1      |
| Partit Socialista Democràtic Italià | 7.544   | 3,64   | 1      |
| Partit Comunista Italià             | 6.514   | 3,14   | 1      |
| altres                              | 3.656   | 1,74   | -      |
| Total                               | 207.246 | 100,00 | 22     |

Font: Regió Trentino-Alto Adige